# Schwoißfuaß
Schwoißfuaß (hochdeutsch Schweißfuß) war eine deutsche Rockgruppe aus dem Raum Tübingen/Reutlingen, deren Liedtexte weitgehend im oberschwäbischen Dialekt gehalten sind. Die Gruppe war als Mundart-Band Ende der 1970er Jahre ein Wegbereiter des Schwobarocks.

## Geschichte
Schwoißfuaß wurde 1979 von Alex Köberlein aus der bereits seit 1978 bestehenden Band Grachmusikoff heraus gegründet. Anfangs spielte Schwoißfuaß auch vor allem Stücke von Grachmusikoff – interpretierte diese allerdings rockiger. Später kamen eigene Kompositionen insbesondere von Alex Köberlein und André Schnisa hinzu. Mit diesen wurde die Band Anfang der 1980er Jahre wesentlich erfolgreicher als das bereits bestehende Projekt Grachmusikoff. Schwoißfuaß-Konzerte waren oft ausverkauft, zum Teil sogar überfüllt. Innerhalb von zwei Jahren verkaufte die Band circa 150.000 in Eigenregie produzierte und vertriebene LPs. Vor allem das zweite Album Oinr Isch Emmr Dr Arsch („Einer ist immer der Arsch“) von 1981 verkaufte sich so gut, dass der Gruppe von EMI Electrola ein Plattenvertrag angeboten wurde. Diesen lehnte die Band allerdings ab, da sie eine Kommerzialisierung ihrer Musik befürchtete.
An den großen Erfolg von Oinr Isch Emmr Dr Arsch konnte Schwoißfuaß mit den nachfolgenden Platten nur teilweise anknüpfen. Während das Album Mir Suached Jetz Dr Dialog („Wir suchen jetzt den Dialog“) von 1982 noch zufriedenstellende Absatzzahlen aufwies, verkaufte sich die 1983 erschienene LP Du Glaubsch Des War A Spiel („Du glaubst das war ein Spiel“) nur schleppend.
Außerdem zeigten sich ab 1982 erste Spannungen in der Band. 1983 verließ Schlagzeuger „Sulla“ Bratke die Gruppe, da er den musikalischen Ansprüchen der anderen Bandmitglieder nicht mehr genügte. Kurze Zeit später folgte ihm Bassist und Organist André Schnisa. Er verließ Schwoißfuaß, weil er mit den Auseinandersetzungen innerhalb der Gruppe immer weniger zurechtkam. Vor allem sein Weggang störte das Bandgefüge nachhaltig. Schnisa spielte nicht nur zwei Instrumente, sondern war auch einer der beiden Hauptkomponisten und -liedtexter. Nur ein Jahr später wurde die Position am Schlagzeug abermals neu besetzt. Andreas „Gottlob“ Schmid kam für Eberhard Bronner, der sich mit den anderen Bandmitgliedern überworfen hatte.

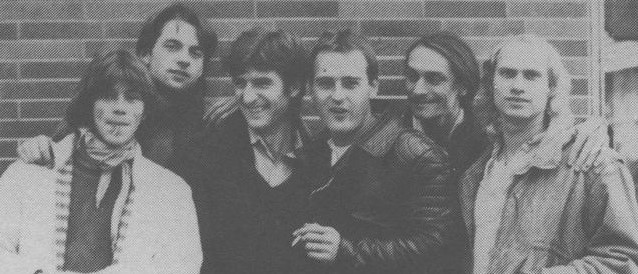
Schwoißfuaß 1983 (v. l. n. r.): Martin Göring (Technik), „Riedel“ Diegel, Michael Stoll, „Alex“ Köberlein, Eberhard Bronner, „Didi“ Holzner

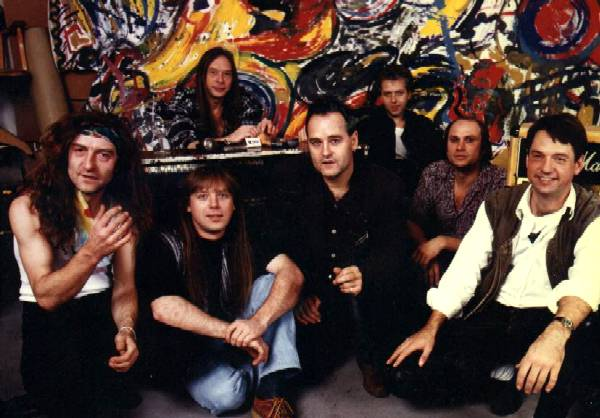
Schwoißfuaß 1996 (v. l. n. r.): Michael Stoll, Bodo Schopf, André Schnisa, „Alex“ Köberlein, „Gottlob“ Schmid, „Didi“ Holzner, „Riedel“ Diegel

Nach den personellen Umstellungen begann Schwoißfuaß 1985 mit der Arbeit am Album Mach was! („Mach etwas!“). Die Platte, an der fast alle Bandmitglieder als Komponisten beteiligt waren, wurde nicht mehr in Eigenregie, sondern über das Independent-Label SPV vertrieben. Trotz der professionellen Hilfe verkaufte sich die LP nur in geringer Stückzahl. Darüber hinaus hatte das Abebben der Alternativbewegung, aus der viele Schwoißfuaßfans stammten, zu einem nachlassenden Interesse an der Band geführt.
Als Konsequenz aus dieser Entwicklung löste sich Schwoißfuaß im März 1986 auf. Im Frühjahr 1996 fand die Gruppe für eine erfolgreiche Revival-Tour kurzzeitig wieder zusammen. Trotz der zehn Jahre Pause kamen über 50.000 Besucher zu insgesamt elf Konzerten. Eine weitere Tour wird es nicht geben, da Alex Köberlein seine Konzerttätigkeiten Ende 2017 weitgehend eingestellt hat. Außerdem leben zwei Mitglieder der Urbesetzung nicht mehr: Jürgen „Sulla“ Bratke starb 1987 bei einem Wohnungsbrand, André Schnisa 1999 an Magenkrebs. 
Die Schwesterband Grachmusikoff verwendete einige erfolgreiche Schwoißfuaß-Stücke bis zu ihrer eigenen Auflösung im Dezember 2017 bei Live-Auftritten. Das bekannteste Schwoißfuaß-Stück „Oinr Isch Emmr Dr Arsch“ (Titelsong der gleichnamigen LP) ist bis heute regelmäßig in den Top-50 der SWR1 Hitparade Baden-Württemberg zu finden.

## Stil und Hintergrund
Das Markenzeichen von Schwoißfuaß waren von Beginn an die oberschwäbischen Songtexte, die in authentischer Umgangssprache das Lebensgefühl vieler Jugendlicher und junger Erwachsener wiedergaben. Schon dadurch konnte sich die Gruppe von anderen deutschsprachigen Bands klar absetzen. Darüber hinaus hatte sie – ungewöhnlich für eine deutsche Rockband – mit Riedel Diegel einen Mundharmonikaspieler in ihren Reihen, wodurch sie auch über einen spezifischen Sound verfügte.
Musikalisch war Schwoißfuaß vor allem durch eine große Vielfalt der Stile gekennzeichnet. Die Stücke der Band waren von Jazz, Rock, Blues, Funk, Reggae und auf dem Album Du Glaubsch Des War A Spiel auch von der Neuen Deutschen Welle beeinflusst. Politisch wurde Schwoißfuaß der links-alternativen Szene zugeordnet, stand dieser aber auch äußerst kritisch gegenüber, was beispielsweise in den Texten der Stücke Bin ich selbr Rastaman? („Bin ich selber Rastamann?“) oder Laudr guade Leut („Lauter gute Leute“) deutlich wird.

## Diskographie

### Studioalben

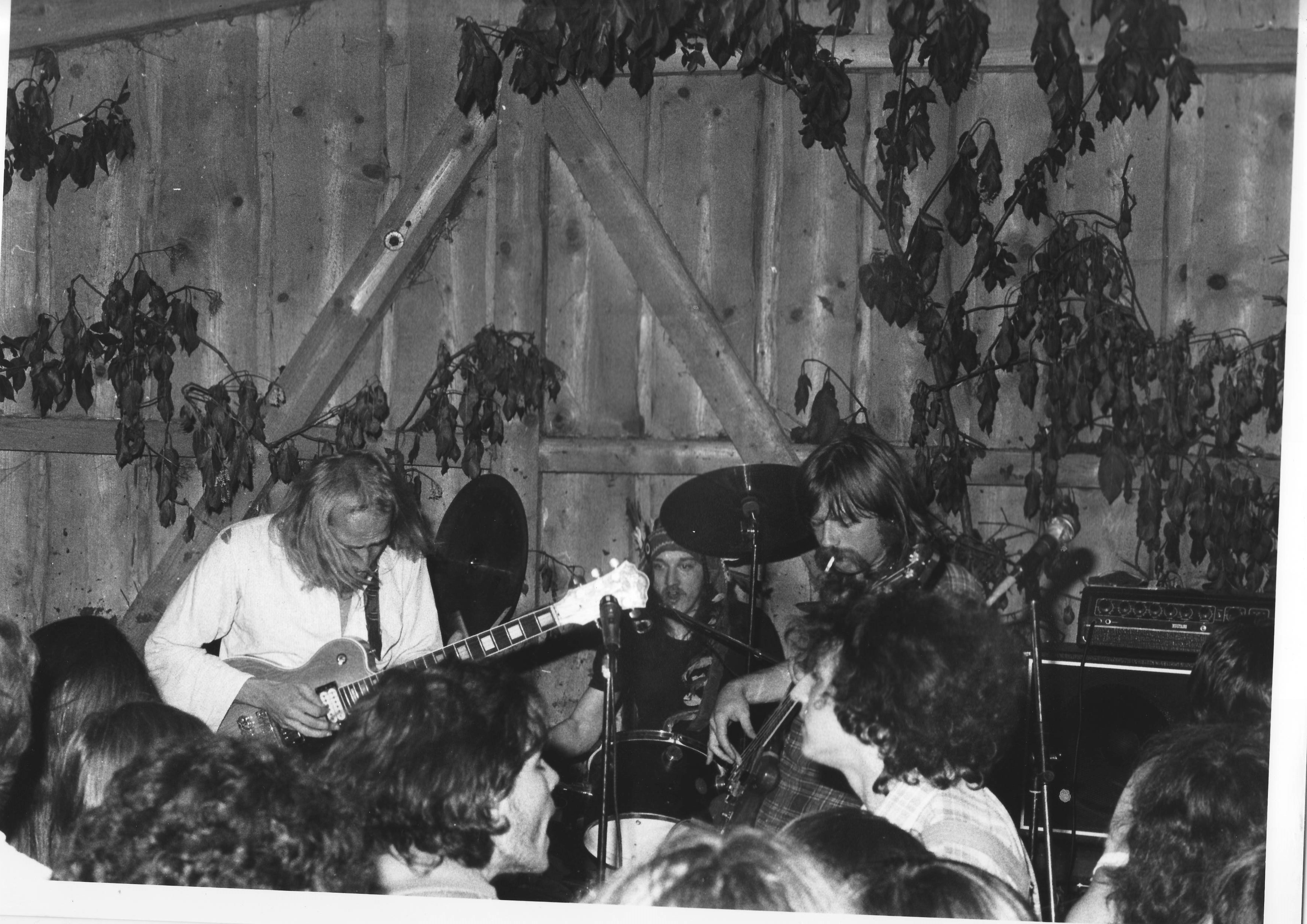
Schwoißfuaß-Konzert um 1980 (v. l. n. r.): „Didi“ Holzner, „Sulla“ Bratke, André Schnisa

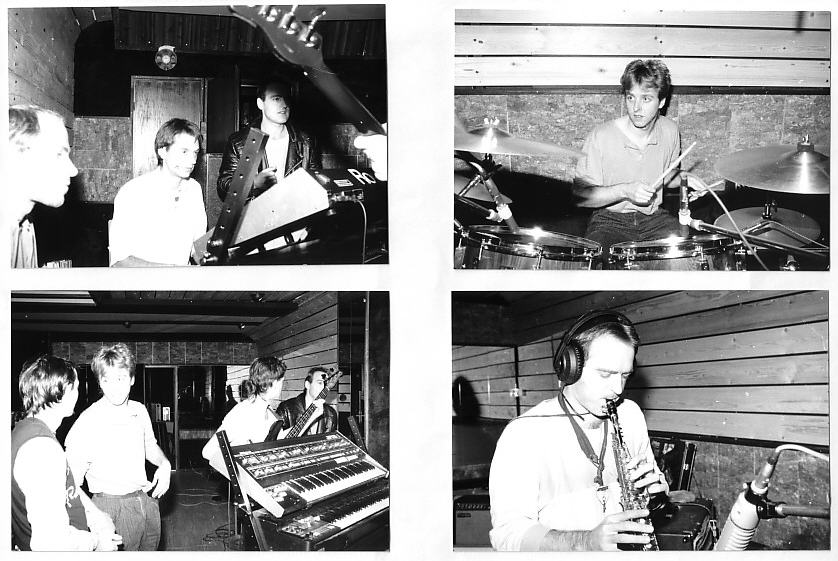
Schwoißfuaß 1984 im Proberaum mit Michael Stoll am Bass und „Gottlob“ Schmid am Schlagzeug

- 1981 Oinr isch emmr dr Arsch („Einer ist immer der Arsch“)
- 1982 Mir suached jetz dr Dialog („Wir suchen jetzt den Dialog“)
- 1983 Du glaubsch des war a Spiel („Du glaubst, das war ein Spiel“)
- 1985 Mach was!? („Mach etwas!?“)
- 1987 Really Sentimental – zusammen mit Grachmusikoff
- 1996 Rattakarma („Rattenkarma“)

### Live-Alben / Kompilationen
- 1980 Schwoba-Rock Laif („Schwaben-Rock Live“)
- 1986 Sieba Johr… („Sieben Jahre…“) – Best-of-Album
- 1996 Auf dr Stroß („Auf der Straße“) – Live-Album

### Singles
- 1985 Mach Was!?/Bloß An Film („Mach etwas!?/Nur ein Film“)